# Mads Junker
Mads Junker (Humlebæk, 21 april 1981) is een Deens voormalig betaald voetballer die bij voorkeur in de aanval speelde. Hij kwam van 1999 tot en met 2014 uit voor achtereenvolgens Lyngby BK, Fremad Amager, Brøndby IF, Ølstykke FC, FC Nordsjælland, Vitesse, Roda JC, KV Mechelen en Delhi Dynamos. Daarnaast speelde Junker zeven keer in het Deens voetbalelftal, waarvoor hij één keer scoorde.

## Carrière

### Clubs
Junker brak door in het seizoen 2003/2004 nadat hij in de voorgaande jaren niet echt succesvol was op het hoogste niveau. Hij probeerde het bij Ølstykke FC dat één divisie lager speelde in de Viasat Sport Divisionen. Hier werd hij topscorer van de competitie door in 30 wedstrijden 23 maal doel te treffen.
FC Nordsjælland, dat wel op het hoogste niveau speelde, bood hem een contract aan. In het seizoen daarop wist hij in de SAS Liga de eerste helft van het seizoen in 20 wedstrijden 15 doelpunten te scoren. Met het vertrek van Matthew Amoah in de winterstop van 2005/2006 vestigde men bij Vitesse de aandacht op Junker, die voor ruim 2 miljoen euro werd overgenomen.
Junker stond onder contract bij Vitesse vanaf 5 januari 2006 en had een contract dat liep tot 30 juni 2010. Hij debuteerde op 15 januari 2006 in de thuiswedstrijd tegen Feyenoord (0-1). Omdat hij bij Vitesse niet doorbrak, werd hij in de zomer van 2009 overgenomen door Roda JC. In het seizoen 09-10 groeide hij uit tot de clubtopscorer van Roda JC met 21 goals in 34 speelrondes. In het seizoen 10-11 scoorde hij 20 doelpunten. In het seizoen 2011/2012 scoorde hij minder, 6 goals na 31 wedstrijden, maar gaf hij wel 13 assists.
Junker en KV Mechelen kwamen op 18 juni 2012 tot een overeenkomst voor twee seizoenen. Junker wist in 59 wedstrijden 11 maal te scoren. In 2014 speelde hij in India bij Delhi Dynamos FC. In januari 2015 beëindigde hij zijn loopbaan.

### Internationaal
Op 16 augustus 2006 debuteerde Junker bij de Deense selectie in een vriendschappelijke wedstrijd tegen Polen. Deze wedstrijd werd gewonnen met 2-0, zonder een doelpunt van Junker. Zijn tweede interland volgde vier jaar later. Junker was eerder actief in de landelijke jeugdelftallen.
| Interlands van Mads Junker voor Denemarken | Interlands van Mads Junker voor Denemarken | Interlands van Mads Junker voor Denemarken | Interlands van Mads Junker voor Denemarken | Interlands van Mads Junker voor Denemarken | Interlands van Mads Junker voor Denemarken |
| №                                          | Datum                                      | Wedstrijd                                  | Uitslag                                    | Competitie                                 | Goals                                      |
| Als speler van Vitesse                     | Als speler van Vitesse                     | Als speler van Vitesse                     | Als speler van Vitesse                     | Als speler van Vitesse                     | Als speler van Vitesse                     |
| ------------------------------------------ | ------------------------------------------ | ------------------------------------------ | ------------------------------------------ | ------------------------------------------ | ------------------------------------------ |
| 1                                          | 16.08.2006                                 | Denemarken – Polen                         | 2 – 0                                      | Vriendschappelijk                          | 0                                          |
| Als speler van Roda JC Kerkrade            |                                            |                                            |                                            |                                            |                                            |
| 2                                          | 11.08.2010                                 | Denemarken – Duitsland                     | 2 – 2                                      | Vriendschappelijk                          | Goal                                       |
| 3                                          | 07.09.2010                                 | Denemarken – IJsland                       | 1 – 0                                      | EK-kwalificatie                            | 0                                          |
| 4                                          | 12.10.2010                                 | Denemarken – Cyprus                        | 2 – 0                                      | EK-kwalificatie                            | 0                                          |
| 5                                          | 17.11.2010                                 | Denemarken – Tsjechië                      | 0 – 0                                      | Vriendschappelijk                          | 0                                          |
| 6                                          | 29.03.2011                                 | Slowakije – Denemarken                     | 1 – 2                                      | Vriendschappelijk                          | 0                                          |
| 7                                          | 29.02.2012                                 | Denemarken – Rusland                       | 0 – 2                                      | Vriendschappelijk                          | 0                                          |

## Statistieken
| Seizoen         | Club             | Competitie          | Competitie | Competitie | Play-offs | Play-offs | Beker | Beker | Totaal | Totaal |
| Seizoen         | Club             | Competitie          | Wed.       | Dlp.       | Wed.      | Dlp.      | Wed.  | Dlp.  | Wed.   | Dlp.   |
| --------------- | ---------------- | ------------------- | ---------- | ---------- | --------- | --------- | ----- | ----- | ------ | ------ |
| 1999-2000       | Lyngby BK        | Eerste Divisie      | 7          | 1          | —         | —         | 0     | 0     | 7      | 1      |
| 2000-2001       | → Fremad Amager  | Eerste Divisie      | 27         | 17         | —         | —         | ?     | ?     | 27     | 17     |
| 2001-2002       | Lyngby BK        | Superligaen         | 16         | 3          | —         | —         | ?     | ?     | 16     | 3      |
| 2001-2002       | Brøndby IF       | Superligaen         | 6          | 0          | —         | —         | 0     | 0     | 6      | 0      |
| 2002-2003       | Brøndby IF       | Superligaen         | 4          | 0          | —         | —         | 0     | 0     | 4      | 0      |
| 2003-2004       | → Ølstykke FC    | Eerste Divisie      | 30         | 19         | —         | —         | ?     | ?     | 30     | 19     |
| 2004-2005       | FC Nordsjælland  | Superligaen         | 32         | 13         | —         | —         | ?     | ?     | 32     | 13     |
| 2005-2006       | FC Nordsjælland  | Superligaen         | 20         | 15         | —         | —         | ?     | ?     | 20     | 15     |
| 2005-2006       | Vitesse          | Eredivisie          | 16         | 4          | 6         | 5         | 0     | 0     | 22     | 9      |
| 2006-2007       | Vitesse          | Eredivisie          | 26         | 4          | 5         | 1         | 2     | 0     | 33     | 5      |
| 2007-2008       | Vitesse          | Eredivisie          | 28         | 7          | —         | —         | 1     | 0     | 29     | 7      |
| 2008-2009       | Vitesse          | Eredivisie          | 15         | 2          | —         | —         | 1     | 0     | 16     | 2      |
| 2009-2010       | Roda JC Kerkrade | Eredivisie          | 34         | 21         | 4         | 2         | 2     | 0     | 40     | 23     |
| 2010-2011       | Roda JC Kerkrade | Eredivisie          | 32         | 20         | 1         | 0         | 2     | 0     | 35     | 20     |
| 2011-2012       | Roda JC Kerkrade | Eredivisie          | 30         | 6          | —         | —         | 1     | 1     | 31     | 7      |
| 2012-2013       | KV Mechelen      | Jupiler Pro League  | 24         | 5          | 6         | 0         | 1     | 0     | 31     | 5      |
| 2013-2014       | KV Mechelen      | Jupiler Pro League  | 20         | 3          | 6         | 3         | 2     | 0     | 28     | 6      |
| 2014            | Delhi Dynamos FC | Indian Super League | 14         | 3          | —         | —         | 0     | 0     | 14     | 3      |
| Carrière totaal | Carrière totaal  | Carrière totaal     | 381        | 143        | 28        | 11        | 12    | 1     | 421    | 155    |

### Nationaal elftal
| Selectie   | Wedstrijden | Gewonnen | Gelijk | Verloren | Doelsaldo |
| ---------- | ----------- | -------- | ------ | -------- | --------- |
| Onder 19   | 2           | 1        | 0      | 1        | 4-4       |
| Onder 20   | 5           | 0        | 2      | 3        | 5-8       |
| Onder 21   | 6           | 1        | 1      | 4        | 9-11      |
| A-selectie | 7           | 4        | 2      | 1        | 8-5       |

## Erelijst
Brøndby IF
- SAS Ligaen

2002